# Mønsted Kalkgruber
Mønsted Kalkgruber ligger ved Mønsted syd for Hjarbæk Fjord og vest for Viborg. Kalkgruberne er huler i et overfladenært kalklag, hvor der i mange århundreder er blevet brudt kalk, blandt andet til fremstilling af mørtel til opbygning af kirker og klostre.
I mange århundreder drev de lokale bønder minevirksomheden, indtil i 1872, hvor rettighederne til kalken blev solgt til Mønsted Kalkværker. Helt frem til 1953 var der kalkbrydningsaktiviteter i minen. Fra 1799 til 1948 døde to mennesker i de ellers stabile minegange, mens 8 døde i skred ved indgangene.
Kalken ligger nogle steder i Nordjylland meget tæt på jordoverfladen. Dette skyldes et tykt saltlag i undergrunden under kalken. Laget af salt blev aflejret på et tidspunkt, hvor området var dækket af et lavvandet hav. Saltet har en lille massefylde i forhold til andre aflejrede lag. På grund af dette 'flyder' saltet langsomt mod overfladen, mens de tungere lag 'synker' ned i undergrunden. 
Når saltet bevæger sig mod overfladen, skubber det blandt andet kridt og kalk foran sig. Når saltlaget når grundvandet, stiger det ikke højere, da vandet opløser det og fører det bort. Kun opløste mineraler bliver tilbage og danner en gipskalot oven på saltlaget. Når saltet er nået hertil, har det nogle steder skubbet kridt og kalk så højt op, at det ligger kun få meter under jordoverfladen. Normalt ville disse lag ligge i omkring 4-500 meters dybde. 
Mønsted Kalkgruber, Daugbjerg Kalkgrube og Tingbæk Kalkgrube findes alle i sådanne hævede kalklag. 
Kalken kan vaskes væk med underjordiske kilder og nedsivende vand og derved danne naturlige underjordiske gange og huler. De underjordiske gange kan falde sammen og danner derved såkaldte jordfaldshuller, hvor overfladejorden pludselig forsvinder i et hul.
Der findes ikke mange hulelevende dyr i Danmark, men særligt én dyreart har lært at udnytte hulernes konstante temperatur. Kalkgruberne i Jylland er kendt for sine store mængder af flagermus, der overvintrer i hulernes frostfrie miljø. I august samles flagermusene i hulerne for at parre sig, og derefter går de i dvale samme sted indtil foråret, hvor de dukker frem igen. I Mønsted Kalkgruber findes almindelig vandflagermus og den sjældnere damflagermus.
Minen er nu om dage mest kendt som en turistattraktion, hvor der af og til afholdes koncerter i de flotte, næsten domkirkelignende store rum. Men faktisk udnyttes minen også stadig industrielt. Arla har lejet en stor del af gangarealet i minen til modning af Riberhus grubeoste. Ostene ligger til modning tre uger i de kølige gange, hvor temperaturen aldrig overstiger 8 grader, mens luftfugtigheden konstant er omkring 98 %. Dette giver et perfekt miljø til modning af oste – så perfekt at det kan betale sig at fragte ostene ned i de trange gamle minegange og vende dem hver uge i tre uger, til modningen er færdig. De fleste oste bliver derefter eksporteret til Tyskland.